# 服部緑地都市緑化植物園
服部緑地都市緑化植物園（はっとりりょくちとしりょっかしょくぶつえん）は、大阪府豊中市寺内1丁目13番2号にある、服部緑地内にある植物園。

## 交通アクセス
- 緑地公園駅（北大阪急行電鉄）から徒歩。
- 阪急バス「寺内一丁目（てらうちいっちょうめ）」バス停留所の横に出入口がある。

## 位置情報
北緯34度46分13.02秒 東経135度29分27.62秒 / 北緯34.7702833度 東経135.4910056度